# 니투 싱
니투 싱(힌디어: नीतू सिंह, 영어: Neetu Singh, 1958년 7월 8일 ~ )은 인도의 배우이다.

## 출연 작품
- 베샤람 (2013)
- 영 말랑 (2013)
- 러브 아즈 칼 (2009)
- 벽 (1975)
- 라푸 차카르 (1975)